# Chilón

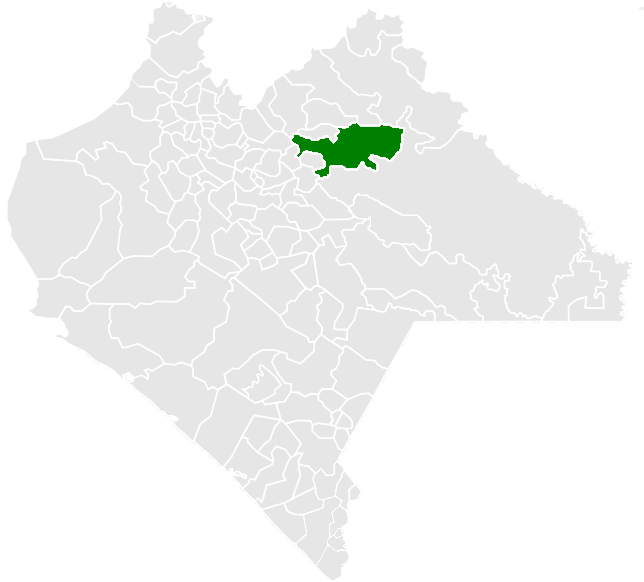
Localização da cidade de Chilón

Chilón é um município do estado do Chiapas, no México. A população do município calculada no censo 2005 era de 95.907 habitantes.